# Clifton Powell
Pour les articles homonymes, voir Powell.
Clifton Powell (né le 16 mars 1956) est un acteur américain. Il est connu en particulier pour son rôle dans Ray de Taylor Hackford en 2004, pour lequel il a été nommé aux NAACP Image Awards.

## Filmographie

### Cinéma
- 1988 : Colors (non crédité)
- 1990 : House Party
- 1992 : Dernière Limite
- 1992 : Ninja Kids
- 1993 : Menace to Society
- 1995 : Génération sacrifiée
- 1997 : First Time Felon
- 1997 : Buffalo Soldiers
- 1998 : Un cri dans l'océan
- 1998 : Phantoms
- 1998 : Caught Up
- 1998 : Why Do Fools Fall in Love
- 1998 : Rush Hour
- 1999 : Foolish
- 1999 : Selma, Lord, Selma
- 1999 : Hot Boyz
- 1999 : The Breaks
- 1999 : No Tomorrow
- 2000 : Next Friday
- 2000 : Lockdown
- 2000 : Crime Partners
- 2001 : The Brothers
- 2001 : Bones
- 2002 : Friday After Next
- 2002 : Civil Brand
- 2002 : Play'd: A Hip Hop Story
- 2003 : Love Chronicles
- 2004 : Never Die Alone
- 2004 : Woman Thou Art Loosed
- 2004 : Ray
- 2005 : The Gospel
- 2006 : Who Made the Potato Salad?
- 2007 : Norbit
- 2008 : Le Gospel du bagne (First Sunday)
- 2008 : Au bout de la nuit
- 2008 : Love for Sale
- 2009 : Before I Self Destruct
- 2009 : Preacher's Kid
- 2009 : Just Another Day
- 2010 : Something Like a Business
- 2011 : Au bout de la nuit 2
- 2011 : 35 and Ticking
- 2016 : All Eyez on Me
- 2017 : Misguided Behavior

### Télévision
- 1992 : Martin
- 1994 : Témoins traqués : Braddock
- 1998 : Secret défense
- 1999 : Selma, Lord, Selma : Martin Luther King
- 2005 : L'École des champions
- 2005 : Dr House : Ken Hall - Épisode 5 fils a papa
- 2016 : Saints & Sinners : Rex Fisher
- 2018-présent : Black Lightning : Jérémia Holt